# Раньє
Раньє, маркграф Тосканський між 1014 та 1027. Після смерті імператора Священної Римської імперії Генріха II перебував в опозиції до імператора Конрада II. За це Конрад позбавив Раньє володіння та призначив на його місце свого протеже Боніфація IV.